# Liebfrauen (Bad Salzuflen)

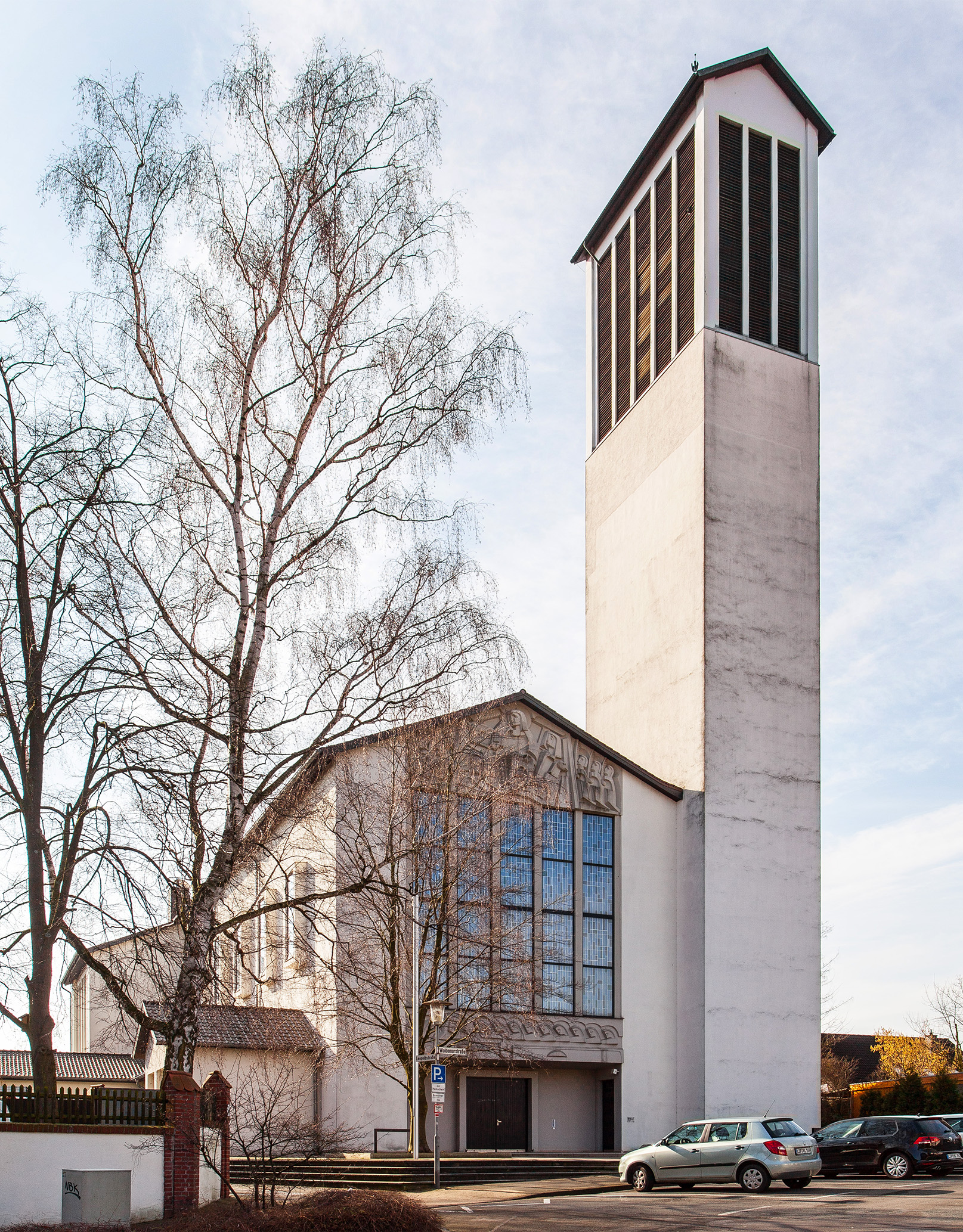
Liebfrauenkirche in Bad Salzuflen

Die Liebfrauenkirche in Bad Salzuflen ist eine römisch-katholische Pfarrkirche. Kirche und Gemeinde gehören zum Pastoralen Raum Lippe-West des Dekanats Bielefeld-Lippe im Erzbistum Paderborn.

## Geschichte
Die katholische Kirche St. Bonifatius in Bad Salzuflen wurde in der Mitte des 20. Jahrhunderts den räumlichen Anforderungen der wachsenden Gemeinde nicht mehr gerecht. So entstand in den Jahren 1956–58 die Liebfrauenkirche nach Plänen von Josef Lucas.

## Architektur
Die hohe Hallenkirche ist samt Anbauten von einem Satteldach gedeckt. Die Seitenschiffe sind niedriger und liegen unter Pultdächern. Die Fenster oberhalb der Seitenschiffe treten nach außen hervor, so dass die Wände deutlich stärker wirken.
Auf der Giebelseite befinden sich zwei Betonreliefs des Bildhauers Josef Rikus, welche die Abendmahlsszene beziehungsweise einen thronenden Christus zeigen. Der Giebel wird vom fensterlosen und rechteckigen Turm flankiert.

## Ausstattung

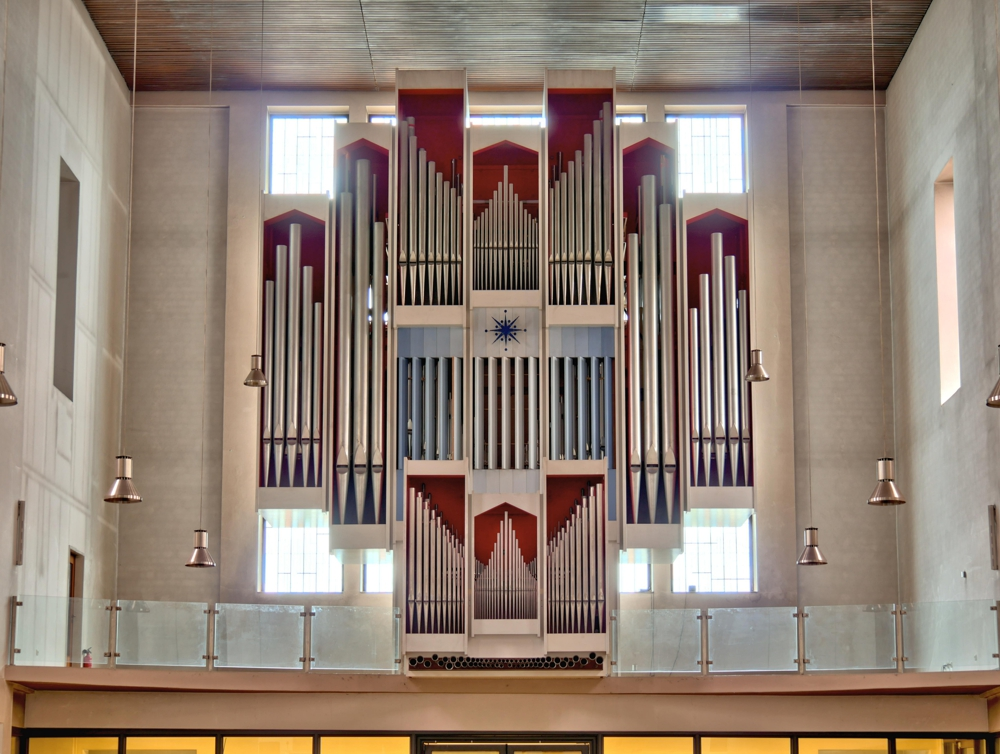
Orgel

Der Innenraum der Kirche ist eine große Halle mit flacher Holzdecke. Die Wände stehen auf niedrigen Säulen und sind in hellen Farben gehalten. Die Altarwand ist leicht gebogen. Josef Rikus gestaltete dafür zunächst eine Darstellung der Kreuzigung, dessen Modell sich heute in der Krypta befindet. Es wurde jedoch nicht umgesetzt. Stattdessen fertigte Heinrich Gerhard Bücker 1965 ein Hängekreuz, welches 1984 weiter in den Raum gerückt wurde. Im Altarraum befinden sich ein großer Tabernakelbaum, Altar, Ambo und ein Taufstein von Rikus.
Eine erste Orgel wurde 1962 durch Franz Breil (Dorsten) seitlich auf der Empore zum Turm hin errichtet. Sie hatte 12 Register auf Hauptwerk und Pedal bei elektrischen Trakturen. 1970 wurden als zweiter Bauabschnitt ein Schwellwerk und 6 Register ergänzt. 1985 wurde die Orgel durch Gustav Steinmann Orgelbau in die Mitte der Empore versetzt und mit einem neuen Gehäuse nach Plänen von Michael Schröder ausgestattet. Die Disposition war auf IV/42 (inkl. Koppelmanual) angelegt, wovon 24 Register in Hauptwerk, Rückpositiv und Pedal auch realisiert wurden. 2019 wurde die Orgel durch die Manufaktur Freiburger Orgelbau vollendet und umfasst nun 43 Register auf 4 Manualen.
Im Kirchturm hingen lange Zeit zwei Kirchenglocken, die Bonifatius- und die Josefsglocke. Dank einer Spende konnten 2023 zwei neue Glocken geweiht werden, die bei Petit & Gebr. Edelbrock gegossen wurden. Die Andreas- und die Johannesglocke ergänzen das bisherige Geläut, das nun mit den Tönen g′ – a′ – h′ – d″ erklingt.